# یوری تسونه‌ماتسو
یوری تسونه‌ماتسو (恒松 祐里 Tsunematsu Yuri, زادهٔ ۹ اکتبر ۱۹۹۸) بازیگر اهل ژاپن است. او حرفه بازیگری خود را به عنوان بازیگر کودک در مجموعه تلویزیونی جزیره روری (۲۰۰۵) آغاز کرد و در مجموعه‌های تلویزیونی همچون سانادا مارو (۲۰۱۶)، کارگردان برهنه (۲۰۲۱) و آلیس در سرزمین مرزی (۲۰۲۲) ایفای نقش کرد. او زیر نظر آژانس سرگرمی امیوز به عنوان خواننده نیز فعالیت می‌کند.

## فیلم‌شناسی
گزیده فیلم‌شناسی
فیلم
- پیش از این که ناپدید شویم (۲۰۱۷)
- همسر یک جاسوس (۲۰۲۰)

مجموعه تلویزیونی
- سانادا (۲۰۱۶)[۱]
- همسر یک جاسوس (۲۰۲۰)[۲]
- کارگردان برهنه (۲۰۲۱)[۳]
- آلیس در سرزمین مرزی (۲۰۲۲)[۴]
- خانه را بسوزان (۲۰۲۳)[۵]